# مارجريت كلارك (فنانه)

مارجريت كلارك (1 أغسطس 1884 - 31 أكتوبر 1961) هي رسامه ايرلنديه  

## سيرة ذاتية
مارغريت كريلى ولدت في نيوري، مقاطعة داون في 1 آب / أغسطس عام 1884، وهي واحده من ستة أطفال من باتريك كريلى. في كثير من الأحيان يعتبر البعض انها ولدت في 29 تموز / يوليه عام 1888 على الرغم من ان السجلات المحلية لا تدعم هذا. كانت بدايتها في «مدرسة نيورى التقنية»  مع اختها مارى وذلك من أجل ان تصبح معلمة، في عام 1905 حصلت مارغريت على منحة دراسية في مدرسة العاصمة دبلن للفن. هناك درست تحت يد وليام اورفن الذي كان ينظر لها باعتبارها واحدة من أنبغ الطلاب. أكملت دراستها في عام 1911  ونجحت في تحقيق تحقيق شهادة المعلم للفنون، وبدأ العمل كمساعد لاورفن 
في عام 1914 تزوجت مراجريت تلميذها هارى كلارك في وسط دهشه من عائلتها ومعارفها، وانتقل الزوجان إلى مسكن في 33 شارع فيدريك الشمالى. انجب الزوجان 3 أطفال (مايكل وديفيد وانا كلارك). أيضا تزوج والتر كلارك أخو هارى كلارك من مارى اخت مارجرت في عام 1915. بعد وفاه هارى كلارك عام 1931 أصبحت مارجرت المسئوله عن «استوديو الزجاج الملون» الخاص بزوجها. توفيت مارجرت في دبلن في ال 31 من أكتوبر عام 1961 ودفنت في مقابر ريدفورد في جريستون مقاطعه ويكلو. واحتفى بذكراها بلوحه زرقاء في مسقط رأسها في نيوري،

## الأعمال الفنيه

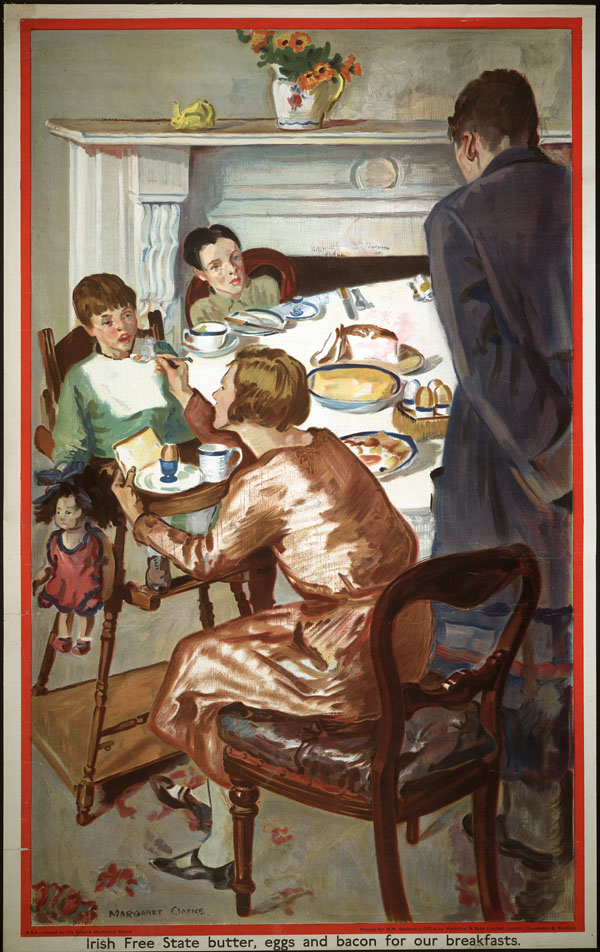
لوحه تمثل إفطار العائلة, حيث يوجد على المائدة الزبد و البيض و لحم خنزير مقدد

كلارك بدأت أول معارضها مع الأكاديمية الإيرلندية الملكية في عام 1913، واستمرت في عرض أكثر من 60 الأعمال الفنية خلال أربعين عاما حتى عام 1953، وغالبيتهم من صور فنيه للوجه.  من بين الصور التي رسمتها كلارك كان هناك Dermod أوبراين، والرئيس Éamon دي فاليرا، وماكويدو لينوكس روبنسون رئيس أساقفة. امضت كلارك قدرا كبيرا من الوقت في جزر آران مع زميلها الفنان Seán كيتنغ وزوجها،  والتي ساعتدها على رسم عددا من المناظر الطبيعية وبعض التجارب الصغيرة.
كتب ناقد في عام 1939 أن «قامت كلارك بعمل رسومات استثنائيه استطاعت فيها ان تبرز وتمسك الشخصية من خلال القليل من الخطوط الرشيقه»  خلال حياتها فازت كلارك بالعديد من الجوائز بما في ذلك Tailteann الذهب، وبعض الميداليات فضيه وبرونزية في عام 1924، و Tailteann البرونزية آخرى في كل من عام 1928 و 1932. وقد انتخبت كزميلة للأكاديمية الإيرلندية الملكية (ARHA) في عام 1926، وكعضو بكامل الصلاحيات في عام 1927. عند تأسيس الأيرلندية معرض الفن الحي في عام 1943، عينت كلال كعضو في اللجنة التنفيذية. و يمكن العثور على اعمالها في مجموعات يتم عرضنها في معرض أيرلندا الوطني، هيو لين، كروفورد معرض الفنون، متحف ألستر، Limerick City Gallery of Art ، الوطنية جمع صورة الذات، والكلية الأيرلندية في روما.

## المعارض
في معرض أيرلندا الوطني في عام 2017 تم إعادة تقييم مارغريت كلارك كقيمة فنية كبيرة. فرسوماتها الزيتية وغيرها من الأعمال تفصح عن كيف استطاعت كلارك ان توازن من الحياه الأسرية وبين إدارة «استوديو الزجاج الملون» الخاص بزوجها

## روابط خارجية
- 3قالب:Art UK bioArt UKقالب:Art UK bio